# Romain du Puy
Romain du Puy, olykor Le Puy-i Romanus (latinul: Romanus de Podio; Franciaország, ? – 1133 után) frank előkelő, keresztes lovag, a Jeruzsálemi Királyság Oultrejourdain hűbéruradalmának első ura, a Fulkó jeruzsálemi király elleni bárói felkelés résztvevője.

## Élete
Származásáról és családjáról nem sokat tudni: az eredetére utaló latin Podium nevet viselő helyek szép számmal találhatóak Franciaországban, de valószínűsíthetően az Auvergne tartománybeli Le Puy egyházmegyéből származott. Le Puy püspökének, Monteil-i Adhemarnak, a keresztes hadjárat pápai legátusának és két testvérének, Vilmos Hugónak és Ferenc Lambertnek a követői közé tartozhatott, akik IV. Rajmund toulouse-i gróf provanszál seregével vettek részt az első keresztes hadjáratban. Adhemar püspök 1098. augusztus 1-jén bekövetkezett halála után a toulouse-i grófot ismerhette el közvetlen urának. Romain du Puy 1100 előtt már Palesztinában volt – IV. Rajmund gróf az év augusztusában elhagyta Palesztinát, de Romain du Puy vélhetőleg nem követte. Egy oklevélből Jonathan Riley-Smith történész arra következtetett, hogy Romain du Puy valamikor 1107 előtt Ramla első ismert várnagyaként szolgált; de Hans Eberhard Mayer egyéb erre utaló adatok hiányában vitatja Riley-Smith állítását.
I. Balduin jeruzsálemi király uralkodásának utolsó éveiben, 1115 körül, vagy utódja, II. Balduin uralkodásának elején Romain du Puy megkapta a királyság Oultrejourdain hűbéruradalmát. Oultrejourdain, ritkábban Transzjordánia, azaz „a Jordánon túl” az ókori Edom és Moáb területén feküdt, központja az első jelentősebb szentföldi keresztes erődként épült Montréal vára volt. Vazallusi uradalommá alakítása előtt királyi kézben volt, élén egy vicecomesszel.
Nem egyértelmű, hogy Romain du Puy meddig bírta Oultrejourdaint. Türoszi Vilmos krónikás tudomása szerint Romain du Puy volt a „Jordánon túli terület” (terra trans Iordanem) első ura, de őt és fiát „bűneik miatt” megfosztották birtokaiktól. Egy dokumentum 1126-ban már Paganust, a pohárnokot nevezi Montréal, és vele együtt vélhetőleg Oultrejourdain urának; és ismeretes, hogy Romain du Puy részt vett az 1132 és 1134 második fele közöttre datált jaffai bárói felkelésben. A zendülést Melisenda jeruzsálemi királynő rokona, II. Hugó jaffai gróf vezette a királynő társuralkodó férje, Fulkó jeruzsálemi király ellen, vélhetően azért, mert a király a feleségét félreállítva egyeduralomra tört.

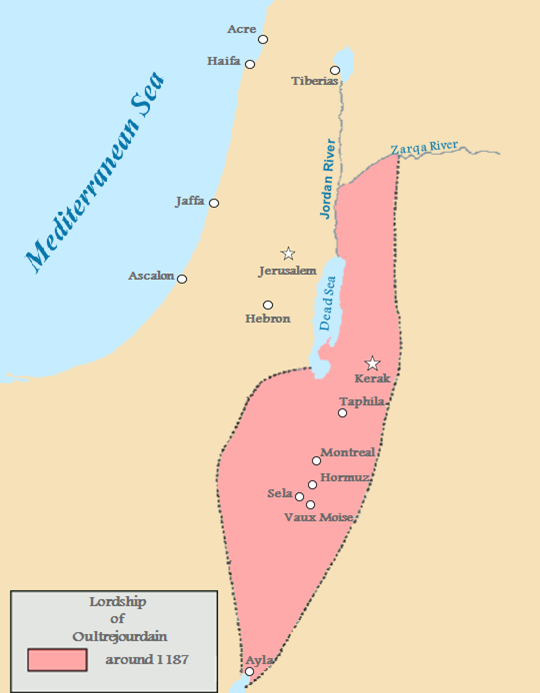
Oultrejourdain uradalma legnagyobb kiterjedésekor

Ennek nyomán a történészek három eshetőséget vázoltak fel. Az egyik szerint Romain du Puy kétszer lázadt fel: először II. Balduin ellen 1126 előtt, másodszor Fulkó király ellen 1134 körül. Ezt a változatot támogatja többek között Hans Eberhard Mayer, Joshua Prawer és Malcolm Barber. Utóbbi elemzésében Romain du Puy ellentétbe került II. Balduin királlyal, de az uralkodónak csak azután nyílt módja elszámolni vele, hogy 1125-ben hazatért a szaracénok fogságából. Oultrejourdain elvételével Romain du Puy-nak csak a jóval jelentéktelenebb szamáriai birtokai maradtak meg; részvétele a jaffai bárói zendülésében az 1126-os birtokmegfosztás miatti sérelemmel magyarázható. Jean Richard a feltételezett első felkeléshez köti az Etablissement du roi Baudoin kihirdetését: az Etablissement lehetőséget biztosított az uralkodónak a hűbérbirtok visszavételére abban az esetben, ha azt bíró vazallusa megsértette a király kikötőlétesítési kiváltságát vagy engedély nélkül épített utat szaracén területre.
A második elképzelés az, hogy Romain du Puy csak a jaffai bárói felkelésbe folyt bele, és emiatt veszítette el birtokait. E változatot követi Steven Runciman és Steven Tibble. Tibble rámutat, hogy semmilyen forrás nem utal egy 1126 körüli belső zavargásra a királyságban; az ellenben dokumentált, hogy a jaffai bárói lázadásban való részvétel miatti büntetésként Romain du Puy megfosztatott valamennyi birtokától a királyságban. Az első hipotézis gyengeségének tartja, hogy aszerint egy rangos bárót lázadása után olyan pozícióba helyeztek, ahol ismét alkalma nyílott a felkelésre, továbbá hogy az állítólagos 1126-os zendülés dacára meghagyták nabluszi birtokaiban; ezt Tibble valószínűtlennek látja. Ehelyett arra a következtetésre jut, hogy Romain du Puy Jordánon túli uradalma Balká térségében (terra Belcha) feküdt, míg a Montréal környéki vidék egészen 1126-ig királyi kézben maradt. Szerinte Türoszi Vilmos megjegyzése nyomán a történészek tévesen tulajdonították Romain du Puy-nak az oultrejourdaini uradalmat; valójában nem Transzjordánia ura volt, csak rendelkezett birtokokkal a térségben. Alátámasztásul azt hozza, hogy a fennmaradt okiratokon Romain du Puy neve mögött egyszer sem szerepel utalás Oultrejourdainra. Denys Pringle is felveti annak a lehetőségét, hogy Romain du Puy uralma nem terjedt ki Montréalra, ezért kaphatta meg a várat 1126-ban Paganus pohárnok.
A harmadik elmélet Alan V. Murray nevéhez fűződik. Eszerint Romain du Puy ugyan nem kelt fel fegyverrel II. Balduin ellen, de 1124–25 között, míg II. Balduin Antiochiában, illetve szaracén fogságban volt, a király rovására szervezkedett. Szabadulása után II. Balduin ezt büntetendő fosztotta meg őt Oultrejourdaintól; s Romain du Puy úgy csatlakozott II. Hugó felkeléséhez, hogy nem volt vesztenivalója. Murray szerint Türoszi Vilmos tévesen illette az „Oultrejourdain ura” címmel Romain du Puy-t, mikor a jaffai lázadásról való részvételéről írt – az 1133-as, II. Hugóhoz kötődő oklevélen Romain du Puy valóban titulus nélkül szerepel.
Arról, hogy Romain du Puy szamáriai birtokokkal is rendelkezett, egy 1128-as királyi adománylevél tanúskodik: a dokumentumban, melynek egyik tanúja maga Romain du Puy volt, II. Balduin király egy Nablusz környéki falvat adományoz a Szent Sír-templomnak, de az ajándék hatálya nem terjed ki azon lakosokra, akiket Romain du Puy korábban egy másik faluba rendelt át.
Az időben legkésőbbi fennmaradt adat Romain du Puy életéről az 1133. esztendőhöz köthető: tanúskodott Hugó jaffai gróf utolsó olyan oklevelén, melyet a gróf Jaffa uraként állított ki.

### Családja
Egy 1118-as és egy 1130-as adománylevél alapján Romain du Puy feleségének neve Richildis volt; az 1130-as, a Jozafát-völgyi Szűz Mária-templommal kapcsolatos dokumentum utal gyermekeikre is: „Romanus de Podio, Richildis uxor et heredes” [Romanus de Podio, felesége, Richildis és örököseik]. Türoszi Vilmos név szerint is említést tesz Romain du Puy fiáról, Radulphusról, aki atyja után rövid ideig úgyszintén Oultrejourdain ura volt: „Romanus de Podio et filius eius Radulphus” [Romanus de Podio és fia, Radulphus].